# Jack Hughes
Jack Hughes (Orlando, 14 de maio de 2001) é um jogador profissional de hóquei no gelo estadunidense que atua como pivô e capitão alternativo no New Jersey Devils da National Hockey League (NHL). Hughes foi selecionado em primeiro lugar geral no Draft da NHL de 2019 por New Jersey, sendo apenas o oitavo jogador estadunidense a ser escolhido nesta posição na história da NHL.

## Biografia
Hughes nasceu em Orlando, Flórida, mas cresceu em Toronto, Canadá. Ele citou Patrick Kane diversas vezes como seu jogador favorito por terem estatura similar. Hughes é judeu, teve um bar mitzvá, e cresceu celebrando o Pessach, sendo também o primeiro jogador judeu a ser selecionado em primeiro lugar geral no Draft da NHL.
Hughes vem de uma família de atletas de hóquei no gelo. Seu irmão mais velho, Quinn, foi selecionado em sétimo lugar pelo Vancouver Canucks no Draft da NHL de 2018 e Luke, seu irmão mais novo, foi selecionado em quarto lugar geral pelo New Jersey Devils no Draft de 2021. O pai dos irmãos, Jim, é ex-jogador e capitão do time de hóquei no gelo do Providence College, ex-treinador assistente do Boston Bruins e ex-diretor de desenvolvimento de jogadores do Toronto Maple Leafs. A mãe deles, Ellen, jogou hóquei no gelo, lacrosse e futebol na Universidade de New Hampshire e foi medalhista de prata pela seleção estadunidense feminina de hóquei no gelo no Campeonato Mundial Feminino de Hóquei no Gelo de 1992.

## Carreira profissional

### New Jersey Devils
Em julho de 2019, Hughes assinou um contrato inicial de três anos com New Jersey. Em 17 de outubro, marcou seu primeiro ponto da carreira contra o New York Rangers, se tornando o terceiro jogador mais jovem na história do clube a fazê-lo. No dia 19 do mesmo mês, Hughes marcou seu primeiro gol na NHL na vitória por 1–0 contra o Vancouver Canucks.
Em novembro de 2021, Hughes atualizou seu contrato e assinou uma extensão de oito anos no valor de US$64 milhões com o New Jersey Devils. A temporada 2021–22 foi considerada como a primeira de sucesso para Hughes, mesmo tendo ficado de fora de dezessete jogos em outubro de 2021 devido a um ombro deslocado. Nesta mesma temporada, marcou 26 gols e 30 assistências em 49 jogos, apesar de uma distensão no ligamento do joelho que fez com que não pudesse participar dos treze últimos jogos.
Na temporada 2022–23, Hughes atingiu recordes da sua carreira em gols (43), assistências (56) e pontos (99), levando o New Jersey Devils ao terceiro lugar geral na NHL e conquistando o recorde de 52 vitórias na franquia. Os 43 gols marcados o colocaram no top 10 entre os goleadores da NHL, e os seus 99 pontos representaram um recorde no clube. Hughes chegou às eliminatórias da Stanley Cup pela primeira vez na sua carreira e foi nomeado ao Troféu Memorial Lady Byng, que premia jogadores que demonstram "espírito esportivo e conduta cavalheiresca junto de habilidades de jogo de alto padrão".
Em  estreia nas eliminatórias contra o New York Rangers, Hughes marcou seu primeiro gol em playoffs em um pênalti perante o goleiro Igor Shesterkin durante a derrota em casa no Jogo 1. Hughes conclui a série que eliminou o Rangers com três gols e cinco pontos em sete jogos, avançando o New Jersey Devils para a segunda rodada das eliminatórias da Stanley Cup pela primeira vez desde a temporada de 2011–12. O time foi eventualmente eliminado pelo Carolina Hurricanes em cinco jogos durante a segunda rodada.